# Aeroportul Castres–Mazamet
Aeroportul Castres–Mazamet (IATA: DCM, ICAO: LFCK) este un aeroport din Labruguière, Cantonul Labruguière, Arondismentul Castres, Tarn, Occitania, Franța metropolitană, Franța ce deservește zona Castres. Aeroportul a fost tranzitat în 2022 de 36.445 de pasageri. A fost deschis în 1990 și numit după zona deservită.
Situat la o altitudine de 239 m, aeroportul dispune de o singură pistă. Este operat de Q2948347⁠(d).